# Eumelea fulvida
Eumelea fulvida là một loài bướm đêm trong họ Geometridae.